# Старіння людини
Старі́ння люди́ни — як і старіння інших організмів, це біологічний процес поступової деградації частин і систем тіла людини та наслідки цього процесу. Тоді як фізіологія процесу старіння подібна до фізіології старіння інших ссавців, деякі аспекти цього процесу, наприклад, втрата розумових здібностей, мають більше значення для людини. Крім того, великого значення набувають психологічні, соціальні і економічні ефекти.

## Сутність терміна

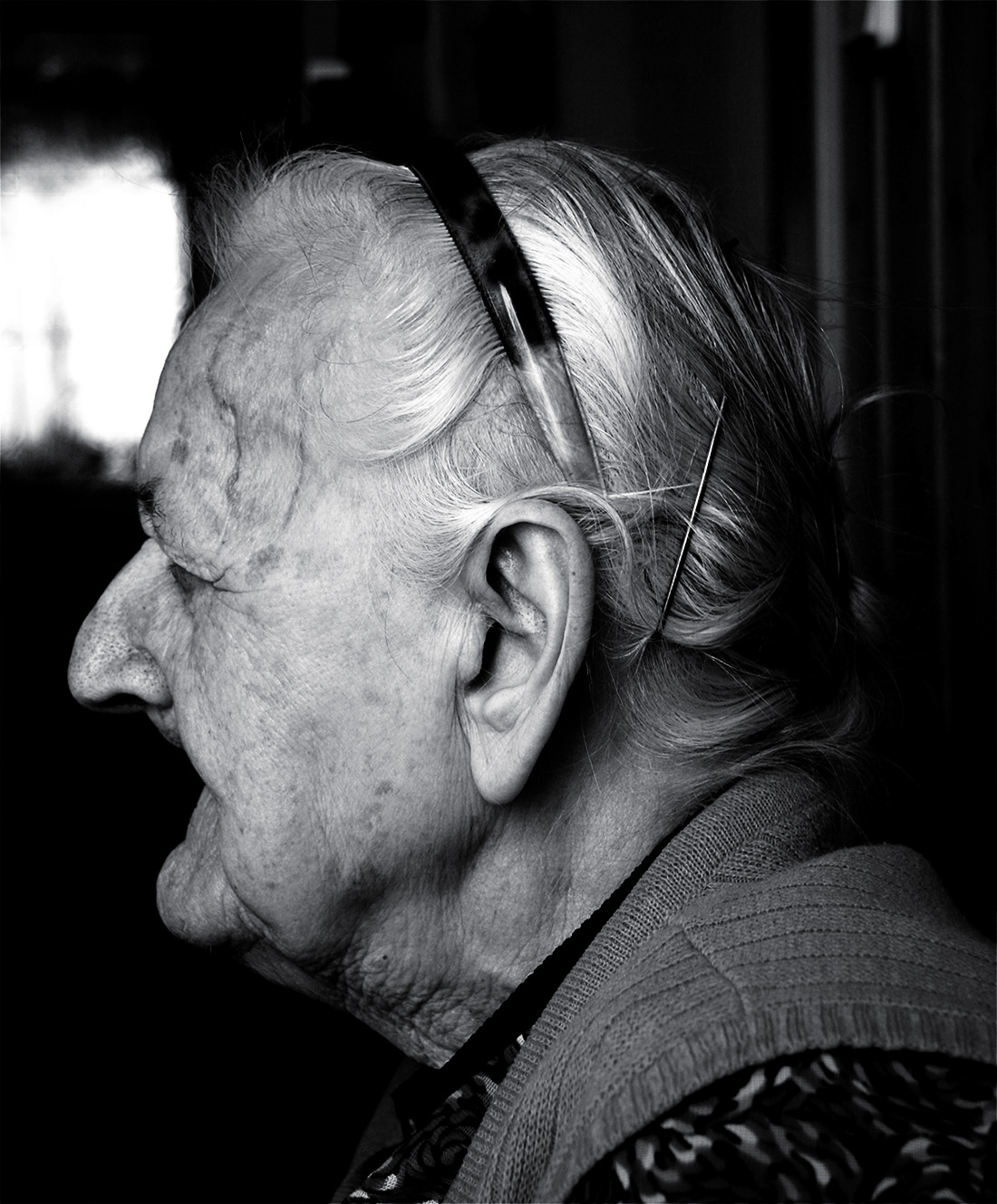
Стара жінка

Для людини старіння завжди мало особливе значення. Століттями філософи обговорювали причини старіння, алхіміки шукали еліксир молодості, а багато релігій надавали старінню сакральне значення. Проте, навіть зараз біологія процесу старіння все ще відома дуже погано, а ніяких методів змінити швидкість старіння людини не існує. Незважаючи на інтенсивні дослідження, дослідники ще далекі до подолання старіння.
Зараз успіхи медицини та покращення рівня життя дозволили значно підвищити середню тривалість життя (хоча зміни максимальної тривалості життя незначні). У переважній більшості країн цей процес привів до старіння населення, де у зв'язку із збільшенням долі старих людей, що мають інші потреби, ніж решта населення, останніми роками виникло багато соціальних та економічних питань, пов'язаних із старінням.
Процес старіння досліджується наукою геронтологією, що не тільки досліджує фізіологічні зміни, але й місце осіб похилого віку в суспільстві. Мета досліджень з геронтології — подолати можливі недоліки, пов'язані із старінням.

## Біологія старіння

### Фізіологія старіння
Фізіологічні зміни, що протікають в тілі людини із віком, перш за все полягають в зниженні біологічних функцій і здатності пристосувати до метаболічного стресу. Ці фізіологічні зміни зазвичай супроводжуються психологічними і поведінковими змінами. Власне біологічні аспекти старіння включають не тільки зміни, викликані старінням, так і погіршення загального стану здоров'я. Людина у пізньому віці характеризується більшою уразливістю до хвороб, багато з яких пов'язані із зниженням ефективності імунної системи у старому віці. Так звані хвороби похилого віку, таким чином, є комбінацією симптомів старіння та хвороб, проти яких організм більше не в силах боротися. Наприклад, молода людина може швидко оправитися від пневмонії, тоді як для особи похилого віку вона може легко стати смертельною.
Робота багатьох органів, таких як серце, нирки, мозок та легені, знижують ефективність своєї роботи. Частина цього зниження є результатом втрати клітин цих органів та зниження можливостей їх відновлення у надзвичайних випадках. Крім того, клітини старої людини не завжди в змозі виконувати ті ж функції. Певні клітинні ферменти також знижують свою ефективність, тобто процес старіння відбувається на всіх рівнях.

### Психологія старіння
Найпомітніші зміни в роботі мозку під час старіння полягають в погіршенні короткострокової пам'яті і збільшенні часу реакції. Обидва з цих факторів обмежують можливості для нормального існування у суспільстві і є об'єктом великого числа досліджень. Проте, якщо літня людина отримує більше часу для вирішення певної задачі, що не використовує великої кількості сучасних знань, старі люди лише незначно поступаються молодим. У задачах, що пов'язані із словниковим запасом, загальними знаннями та діяльністю, до якої людина звикла, зменшення продуктивності з віком майже непомітно.
Важливим психологічним ефектом старіння класично вважається зменшення рівня сучасних знань, пов'язане із погіршенням можливостей до навчання. Експериментальні дослідження показують, що хоча старі люди дійсно вчаться помітно повільніше, ніж молодь, зазвичай вони цілком здатні до засвоєння нового матеріалу і можуть запам'ятати нову інформацію так саме, як і молодь. Проте, відмінності у навчанні збільшуються з трудністю матеріалу, що викладається.
Крім того, старі люди прагнуть бути обережнішими і жорсткішими в поведінці та зменшують рівень соціальних контактів. Але ця картина поведінки може бути результатом впливу суспільства та соціальних установ замість власне старіння. Багато людей, що «старіють успішно», прикладають свідомі зусилля для підтримання розумової активності безперервним навчанням і розширенням соціальних контактів з людьми молодшої вікової групи.

## Соціологія та економіка старіння

### Соціальні аспекти
Соціальний статус кожної вікової групи та її вплив у суспільстві тісно пов'язані з економічною продуктивністю цієї групи. У аграрних суспільствах літні люди мають високий статус та є об'єктом поваги. Їх життєвий досвід і знання високо ціняться, особливо в дописемних суспільствах, де знання передається усно. Потрібність у їх знаннях дозволяє літнім людям бути далі продуктивними членами суспільства.
У суспільствах з високим рівнем індустріалізації та урбанізації статус літніх людей помітно змінився, зменшуючи значення літніх людей, а у деяких випадках навіть досягаючи негативного ставлення до старих людей — ейджизму. Здається, фізична нездатність літніх людей працювати має відносно невелику роль, а за втрату значення відповідають кілька інших факторів. Серед них найбільшу роль грає постійне введення нових технологій, що вимагають безперервної освіти та тренування, які у меншій мірі доступні старим людям. Меншу роль грає велике число все ще достатньо міцних старих працівників, що обмежують можливості працевлаштування новому поколінню та зменшення кількості людей, що працюють на себе, що могло би дати старим людям можливість поступового зниження кількості роботи. Через загальне підвищення рівня освіти, досвід старих людей, навпаки, грає все меншу роль.
Хоча в деяких галузях старі люди все ще зберігають високу активність, наприклад в політиці, загалом все частіше старі люди йдуть на пенсію із закінченням найпродуктивнішого періоду життя, що призводить до проблем психологічної адаптації до нових умов. Перш за все, проблеми виникають через зменшення впливу старих людей, відчуття власної непотрібності та наявність значної кількості вільного часу. Крім того, для великої кількості людей у старості стають гострішими фінансові проблеми, хоча у багатьох випадках ці проблеми лягають на суспільство.
Через наявність вільного часу, сімейні взаємини у більшій мірі прагнуть бути центром уваги літніх людей. Проте, через зміни у родинній структурі в індустріалізованих країнах, великі родини роздрібнились і літні люди все частіше не живуть поряд із своїми дітьми та іншими родичами. Через це перед суспільствами стає проблема більшого пристосування літніх людей до незалежного існування.
Важливим фактором в соціології старіння є сексуальна та репродуктивна активність. В індустріалізованих країнах чоловіки продовжують ставати батьками навіть у віці 65 років та більше.
Для літніх людей характерний опір до змін, хоча у великій мірі це пояснюється не нездатністю до пристосування, а збільшенням толерантності. Для допомоги пристосуванню літніх людей до нових умов розроблюються спеціальні навчальні програми, розраховані на цю категорію людей.

### Економічні аспекти
Внаслідок зниження здатності до виконання більшості типів роботи, в індустріалізованих суспільствах старі люди поступово втрачають джерела доходу. Таким чином, вони мають покладатись на власні накопичення, опіку з боку молодших родичів, а також на допомогу суспільства. Через меншу впевненість у майбутньому, старі люди відрізняються тенденцією зберігання та інвестування грошей замість витрачання їх на споживчі товари. Оскільки старе населення вибуває з лав робочої сили, на суспільному рівні це спричиняє, з одного боку, збільшення соціального навантаження на активних працівників, а з іншого — сприяє автоматизації виробництва.
Державні соціальних програми, що реалізують суспільну підтримку літніх людей, в тому чи іншому вигляді мали місце починаючи з часів Римської імперії. В середньовічній Європі перший закон про відповідальність держави щодо літніх людей був прийнятий в Англії в 1601 році. Власне пенсії були вперше введені в 1880 році Отто фон Бісмарком в Німеччині. Сьогодні більшість держав мають програми соціального забезпечення, які передбачають фінансову підтримку старих людей. Хоча ці державні програми і полегшують тягар старіння, вони рідко забезпечують літнім людям рівень прибутку, характерний для молодих.
Дослідження 2021 року, проведене Ендрю Дж. Скоттом (Лондонська школа бізнесу та фінансів), Девідом Сінклером (Гарвардська медична школа) і Мартіном Еллісоном (Оксфордський університет), оцінило цінність подовження тривалості життя, зменшення захворюваності та боротьби зі старінням. Вони оцінили економічну перспективу, використовуючи модель статистичної вартості життя (VSL), відкалібровану відповідно до поточних економічних, медичних і демографічних даних США. Дослідження показало, що уповільнення старіння зменшує швидкість біологічних пошкоджень, покращує здоров'я та зменшує смертність. Автори підрахували, що уповільнення старіння, яке збільшує середню тривалість життя всього на один рік, має цінність для суспільства в 38 трильйонів доларів США на рік (на прикладі США).

### Охорона здоров'я
Хоча фізіологічний ефект старіння відрізняються серед індивідуумів, загалом із просуванням старіння стають поширенішими численні хвороби, особливо хронічні, вимагаючи більше часу і грошей на лікування. За часів Середньовіччя та Античності середня тривалість життя в Європі оцінюється між 20 і 30 років. Сьогодні тривалість життя значно зросла, так що все більший відсоток складають літні люди. Тому типові для літнього віку рак і серцеві хвороби стали набагато поширенішими.
Зростаюча вартість медичної допомоги викликає певні проблеми як серед самих літніх людей, так і для суспільств, що пропонують багато установ і цільових програм, призначених для допомоги літнім людям. Багато розвинених країн очікують значне старіння населення найближчим часом, і тому турбуються щодо збільшення витрат для збереження якості охорони здоров'я на належному рівні. Напрямок діяльності з метою подолання цієї проблеми полягає в поліпшенні ефективності роботи системи охорони здоров'я, більш цілеспрямованому наданні допомоги, підтримці альтернативних організацій надання медичної допомоги та вплив на демографічну ситуацію.

### Культурні варіації
Існує багато варіацій між країнами як у визначенні старіння, так і у відношенні до нього. Наприклад, пенсійний вік варіюється між країнами у діапазоні від 50 до 70 років. Перш за все ця різниця пояснюється відмінностями у середній тривалості життя та працездатності літніх людей. На додаток, як вже вказувалося вище, спостерігаються значні відмінності між індустріальними та традиційними аграрними суспільствами. Тоді як у перших значення старих людей незначне, в останніх старість є ознакою мудрості, а старі люди мають великий вплив на суспільство.

### Юридичні аспекти
Хоча у більшості країнах деякі права та обов'язки надаються людині починаючи з певного віку (такі як право голосу, право купувати алкоголь або кримінальна відповідальність), часто старі люди позбавляються деяких прав. Типовим прикладом є право водити машину, яке обмежується у багатьох країнах максимальним віком (звичайно 70-75 років).

### «Успішне старіння»
В країнах Заходу зараз набирає популярність концепція «успішного старіння», що визначає, як найкращим чином повинно протікати старіння, використовуючи сучасні досягнення медицини та геронтології. Здається, більшість проблем, пов'язаних із старінням, не є невід'ємними частинами процесу старіння, і можуть бути відносно легко вирішеними. Ця концепція може бути прослідкована до 1950-х років, але була популяризована у роботі Роуї та Кана 1987 року. Згідно з думкою авторів, попередні дослідження старості перебільшили ступень, до якої недоліки здоров'я, такі як діабет або остеопороз, можуть бути приписані старості, та критикували дослідження в геронтології за перебільшення однорідності досліджених людей.
У наступній публікації, автори визначили поняття «успішного старіння» як комбінацію наступних факторів, що повинні супроводжувати старіння:
1. Низька імовірність хвороб або інвалідності;
2. Високі можливості до навчання та фізичної діяльності;
3. Активне втягнення у життя суспільства.
Часто до списку включають незалежність у життя, фінансову стабільність, оптимістичний погляд на життя. Згідно з дослідженнями, досягнення цієї мети цілком можливо. Зараз створюється велика кількість організацій, що допомагають старим людям у вирішенні їх проблем, і все більша кількість старіючих людей прикладає свідомі зусилля для досягнення успішного старіння.

## Демографія старіння

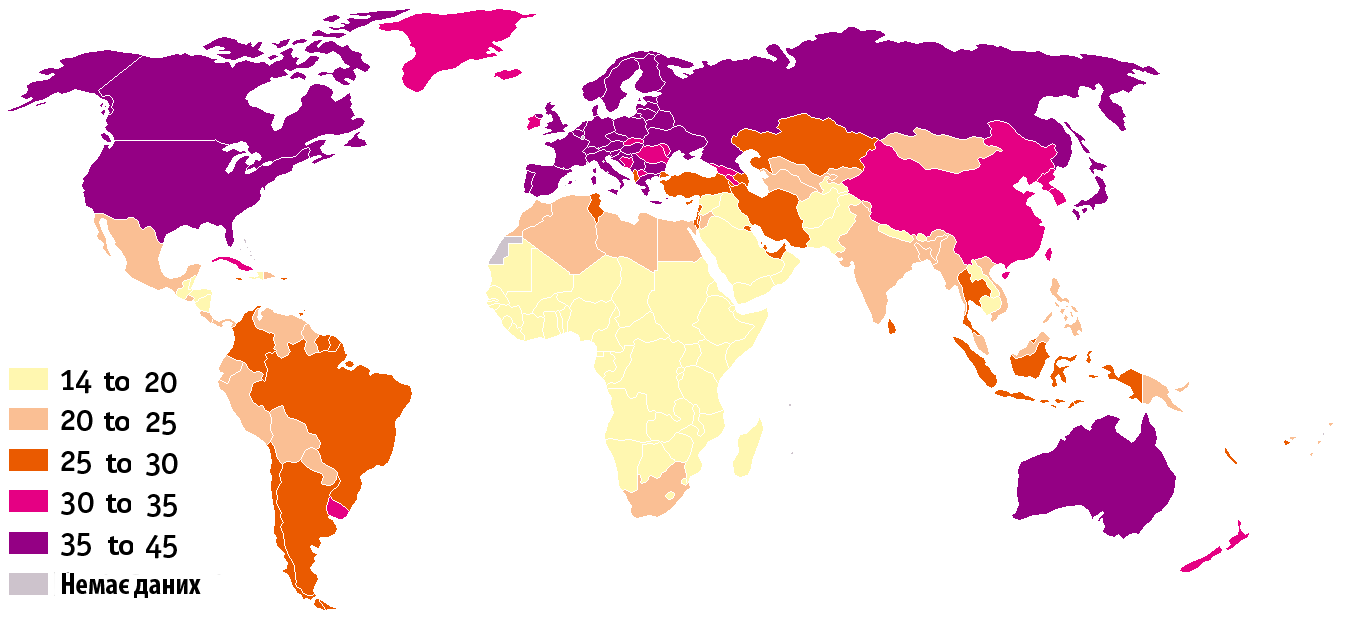
Карта медіанного віку у різних країнах станом на 2001 рік.

Головним демографічним ефектом успіхів медицини та загального покращення умов життя протягом останнього століття є падіння смертності та значне збільшення середньої тривалості життя. На додаток, народжуваність у більшості країн світу знижується, що приводить до так званого старіння населення, особливо у розвинених країнах світу.
Віковий склад населення звичайно зображується у вигляді віково-статевих пірамід, на яких доля населення у кожному віці зображується залежно від віку. На таких пірамідах старіння населення виглядає як зростання долі старих людей зверху піраміди за рахунок молоді унизу. Процес старіння, таким чином, може бути двох типів: «старіння знизу», або зменшення народжуваності, та «старіння зверху», або збільшення середньої тривалості життя. У більшості країн світу старіння знизу є найбільшим з двох факторів, а у пост-радянських країнах, включаючи Україну, — єдиним. В Україні старіння населення частково компенсується падінням тривалості життя (з 71 року в 1989 році до 68 в 2005), як через погіршення медичного обслуговування та збільшення соціальної нерівності, так і через розповсюдження епідемії СНІДу. Загалом у світі, згідно з даними ООН, відсоток населення старше 60 років становив 8 % у 1950 році, 10 % у 2000, та очікується на рівні 21 % у 2050.
Старіння населення має значний ефект на суспільство. Старі люди зазвичай вибувають з рядів робочої сили та вимагають суспільної допомоги суспільства для існування. Вони ймовірніше зберігатимуть гроші замість витрачання їх на товари широкого споживання. Це приводить до значного дефляційного тиску на економіку. Деякі економісти, особливо японські, бачать переваги в цьому процесі, виключно можливість просування автоматизації виробництва без загрози збільшення безробіття та рішення проблеми перенаселення. Проте, негативний ефект відчувається у системі соціального забезпечення та пенсій, які у багатьох країнах, переважно у Європі, фінансуються за рахунок податків з працюючої частини населення, яка постійно зменшується. Крім того, значний вплив здійснюється і на освіту, що проявляється як в зниженні державних витрат, так і в погіршенні загального рівня грамотності через повільнішу можливість старіючого населення пристосовуватися до зростаючих стандартів. Таким чином, контроль старіння населення та адаптація суспільства до нових умов є найважливішими задачами демографічної політики.

## Омолодження та збільшення тривалості життя
Великою гілкою досліджень з геронології (так звана біомедична геронтологія) є спроби збільшення тривалості життя, особливо людини. Помітне збільшення тривалості життя вже відбувається зараз на глобальному масштабі за допомогою таких факторів як загальне покращення медичного обслуговування і покращення рівня життя.
На рівні індивідуума омолодження біологічного віку і збільшення тривалості життя можливо за рахунок комплексного впливу на всі механізми старіння, що включає впровадження принципів здорового способу життя, раціонального харчування, регулярних фізичних вправ та достатньої фізичної активності, використанню різноманітних методик та інструментів біохакінгу та омолодження, таких як біологічно активні добавки, різноманітні гаджети, лікування стовбуровими клітинами, методики обмеження калоражу (інтервальне голодування), та запобігання потенційно токсичних факторів, таких як неякісне харчування, малорухливий спосіб життя, хронічний стрес, вживання алкоголю, паління. Крім того, потенційне впровадження в загальнодоступну практику регенеративної медицини та таких методик, як генотерапія, редагування генома, наномедицина, тканинна інженерія, включно з інженерією нервової тканини та друком органів, та інших, зможуть вивести омолодження та збільшення тривалості життя на новий рівень, не обмежений рамками в 120 років.
Наприклад, рандомізоване клінічне дослідження 2021 року 43 здорових людей у віці від 50 до 72 років показало, що 8 тижнів здорового способу життя — рослинна дієта, достатній та якісний сон, фізичні вправи та активне розслаблення, а також прийом пробіотиків та фітонутрієнтів — омолодили біологічний (епігенетичний) вік людей у середньому на 3.2 роки (p=0.018).
Також у 2021 році було задокументовано омолодження епігенетичного віку людини на 5 років всього за 7 місяців, за допомогою щоденної різноманітної рослинної дієти (особливо горіхи, овочі, насіння, ягоди та несолодкі фрукти), великої кількості різних дієтичних добавок (колаген, креатин, спермідин, лецитин, амінокислоти, вітаміни, поліфеноли, глюкозамін та інші).
Крім того є багато досліджень на тваринах, які показують значне зменшення біологічного віку у тварин.

#### Користь для суспільства
Дослідження 2021 року, проведене Ендрю Дж. Скоттом (Лондонська школа бізнесу та фінансів), Девідом Сінклером (Гарвардська медична школа) і Мартіном Еллісоном (Оксфордський університет), оцінило цінність подовження тривалості життя, зменшення захворюваності та боротьби зі старінням. Вони оцінили економічну перспективу, використовуючи модель статистичної вартості життя (VSL), відкалібровану відповідно до поточних економічних, медичних і демографічних даних США. Дослідження показало, що уповільнення старіння зменшує швидкість біологічних пошкоджень, покращує здоров'я та зменшує смертність. Автори підрахували, що уповільнення старіння, яке збільшує середню тривалість життя всього на один рік, має цінність для суспільства в 38 трильйонів доларів США на рік (на прикладі США).

### Наукові журнали
- Nature Aging
- Aging Cell
- Aging Research Reviews
- GeroScience
- Age and Ageing
- The Journal of Gerontology
- Neurobiology of Aging
- Frontiers in Aging Neuroscience
- Mechanisms of Aging and Development
- Experimental Gerontology
- Biogerontology
- Aging Clinical and Experimental Research

### Книги
- The Longevity Code: Slow Down the Aging Process and Live Well for Longer—Secrets from the Leading Edge of Science / Kris Verburgh, The Experiment, New York, 2019. ISBN 1615194975 & ISBN 9781615194971.
- Життєвий план: Чому ми старіємо і як цього уникнути / Девід Сінклер, Метью Лаплент, вид. BookChef, 2021. ISBN 978-966-993-576-2

### Статті
- Hallmarks of aging: An expanding universe. / López-Otín, Carlos; Blasco, Maria A.; Partridge, Linda; Serrano, Manuel; Kroemer, Guido (19 січня 2023). Cell (English) 186 (2). С.243–278. doi:10.1016/j.cell.2022.11.001
- The Hallmarks of Aging. / López-Otín, Carlos; Blasco, Maria A.; Partridge, Linda; Serrano, Manuel; Kroemer, Guido. (2013). Cell 153 (6). с.1194–1217. ISSN 0092-8674. doi:10.1016/j.cell.2013.05.039
- A complex systems approach to aging biology / Cohen, A.A., Ferrucci, L., Fülöp, T. et al. (2022). Nat Aging 2, 580–591. doi:10.1038/s43587-022-00252-6